# T-90
T-90 je hlavní bojový tank ruské armády, vycházející z tanku T-72, avšak s novou generací pancéřování korby i věže a novějšího zbraňového systému (vycházející z tanku T-80). Byl vyvinut v 90. letech 20. století Karcev-Venediktovou vývojovou kanceláří pod vedením hlavního konstruktéra V. Potkina. Vyrábí se v závodě GPO Uralvagonzavod městě Nižním Tagilu v Sverdlovské oblasti. Roku 1997 byla uvedena na světové trhy modifikace T-90S. Posádku tanku tvoří velitel, střelec a řidič.
Kromě Ruska (743 ks) je dalším uživatelem i Indie (exportní cena T-90 do Indie je 2,1–2,5 milionu USD v r. 2005/3,5 milionu USD v r. 2007), která vlastní 820 ks (a dalších 900 plánuje vyrobit v licenci do r. 2020) a Alžírsko se 180 ks. V roce 2008 byla ze Saúdské Arábie ohlášena možná objednávka na 150 ks, Turkmenistán 10 ks a Libye 180 ks – tato zakázka vzhledem k nedávno ukončené občanské válce a embargu OSN nebyla splněna.

## Vývoj
T-90 má původ v sovětském programu zaměřeného na vývoj jednotné náhrady za hlavní bojové tanky T-64, T-72 a T-80. Platforma T-72 byla vybrána jako základ pro novou generaci tanku díky nižším nákladům, jednoduchosti a kvalitám pohonu. Za konstrukční práce byla zodpovědná konstrukční kancelář Karcev-Venediktov v Nižním Tagilu a připravila dva paralelní návrhy – Objekt 188, což byla relativně jednoduchá modernizace stávajícího tanku T-72B (Objekt 184) a mnohem vyspělejší Objekt 187 – pouze vágně související s řadou T-72 a mezi hlavní vylepšení patří modernější konstrukce trupu a věže, pancéřování, pohonné jednotky a výzbroje. Vývojové práce byly schváleny v roce 1986 a první prototypy byly dokončeny do roku 1988. Vozidla vzniklá z programu Objekt 187 nebyla do tohoto data odtajněna, ale pro sériovou výrobu byla schválena sériová výroba s nižším rizikem Objekt 188 jako T-72 BU.

## Konstrukce

### Pohon a podvozek
Pohonnou jednotku tvoří vidlicový dvanáctiválcový čtyřdobý vícepalivový vznětový motor V-84MS. Motor má výkon 618 kW (840 k) a kromě běžných druhů motorové nafty může být jako palivo použit i automobilový benzín A-72 a letecké petroleje T-2 a TS-1. Maximální množství přepravovaného paliva je 1600 litrů. Dojezd tanku je udáván 650 km na silnici a 500 km na polní cestě.
Mechanická převodovka zahrnuje primární redukční převodovku, dvě planetové finální převodovky a dvě planetové rozvodky. Podvozek je odpružen torzními (zkrutnými) tyčemi s hydraulickými tlumiči u 1, 2 a 6 pojezdového kola a pojezdový pás se skládá z kaučuko-kovových článků.

### Výzbroj

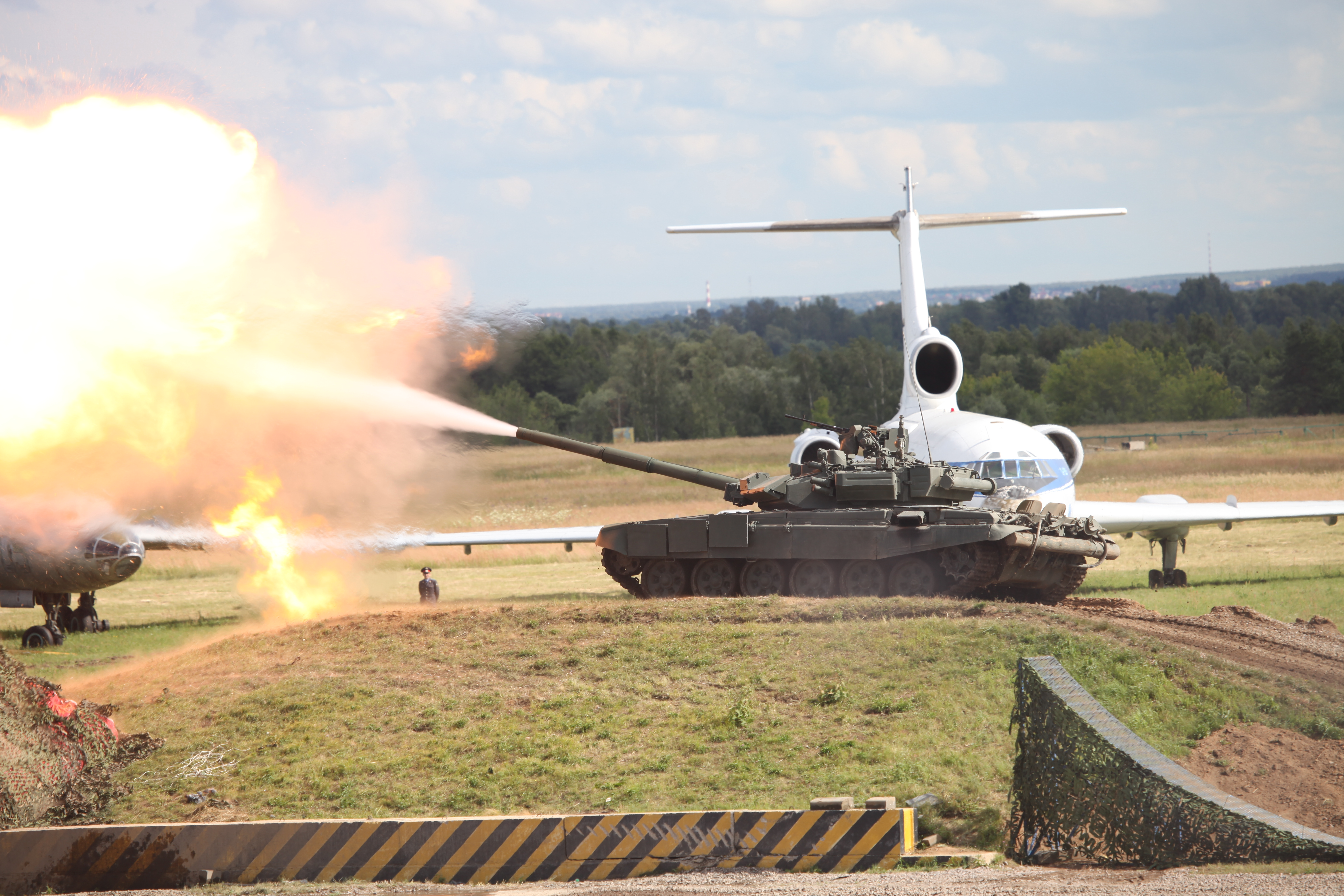
T-90A při střelbě.

Hlavní kanón 2A46M-2 má ráži 125 mm, délku hlavně 48 ráží (6 metrů) a je vybaven ejektorem. Kanón je stabilizovaný ve dvou rovinách: elektromechanicky v horizontální rovině a elektrohydraulicky ve vertikální rovině. 2A46M-5 je nabíjen automaticky, což umožnilo snížit posádku o jednoho člena.[ujasnit] Instalací kanónu 2A46M-5 se zvýšila přesnost střelby ve srovnání s kanónem 2A46M (v tanku T-72) o 15–20 % a rozptyl střelby během jízdy se snížil 1,7násobně. Na zvýšení přesnosti se podílí i zařízení UZI-1, které zjišťuje ohyb kanónu vznikající při častých změnách teploty (v důsledku vnějších vlivů, ale také v důsledku střelby).
Palebný průměr tanku je 40 nábojů, z toho 22 je uloženo v otočném zásobníku nabíjecího automatu na dně korby. Dalších 8 nábojů je uložených ve schránce uvnitř tanku a zbývajících 10 ve vnější schránce připevněné k zadní části věže. Kanón může vystřelovat křidélky stabilizovanou podkaliberní střelu s oddělitelnými vodícími prvky APDSFS jako je 3BM44M s průrazností 650 mm RHA na 2000 m. Také je schopen střílet kumulativní protitankové střely HEAT, jako jsou 3BK21B s průrazností 750 mm RHA nebo 3BK29M s průrazností 800 mm RHA. Dalším typem munice je laserem řízená střela 9M119 Refleks, která může být použita v rozsahu od 75 m do 5 km a zasažení cíle na maximální vzdálenost jí zabere 17,7 sekundy. Dokáže proniknout ocelovým pancířem do tloušťky 900 mm a může být použita i proti nízko letícím vzdušným cílům, jako jsou vrtulníky. Tank veze pro kanón 2A46M-2 43 ks munice.
Další výzbroj tvoří spřažený kulomet PKT ráže 7,62 mm a velitelův protiletecký kulomet NSVT ráže 12,7 mm. Počet nábojů pro jednotlivé zbraně je 43 pro 2A46, 2 000 pro PKT a 300 pro NSVT.

### Systém řízení palby
Zjištění cíle a vysokou preciznost zaměření ve dne i noci, pro střelce i velitele tanku, zajišťuje integrovaný systém řízení palby 1A45T Irtyš. Ten zahrnuje střelcovo denní/noční systém řízení palby, střelcův IČ nebo tepelný pohled zobrazení, a velitelův denní/noční opticko-pozorovací systém TO1-PO2T Agava-2 TI (dosah 2500 m). Systém řízení palby zahrnuje denní optický systém s odbočným kanálem pro střelcův střelecký panel, zbraňový stabilizátor a balistický počítač. Velitelův denní/noční opticko- pozorovací systém je užívaný velitelem pro kanón i kulomety.
Navádění 9K119M poloautomatickým laserovým systémem, umožňujícím zasáhnout cíl v rozsahu 75 až 5 000 metrů, zajišťuje střelec.

### Ochrana a vybavení

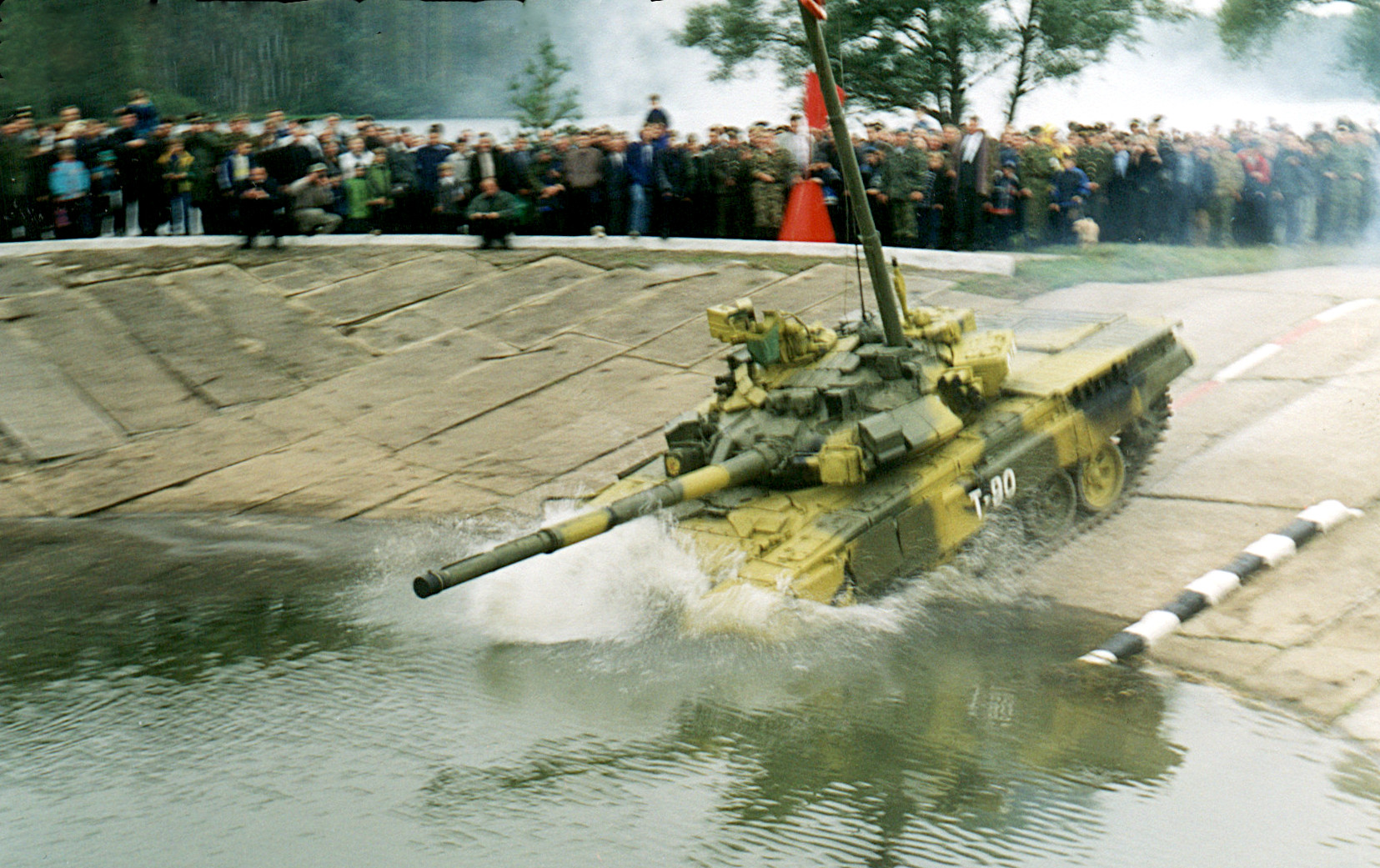
Brodící se T-90

T-90S má kombinovaný obranný systém proti protitankovým zbraním. Skládá se z vrstveného pancíře, přídavného výbušného reaktivního pancéřování Kontakt-5 ERA (přidává ochranu jako 250 mm pancíře proti APFSDS a 600 mm proti HEAT) a rušícím zařízením TŠU-1 Štora-1, což je systém rušení laserově naváděných střel.
Radiokomunikační prostředky zahrnují R-173 UHF vysílač a R-173P UHF přijímač zajišťující komunikaci ve dvou rádio - okruzích.
Druhým stupněm ochrany je reaktivní pancéřování typu Kontakt-5 nebo Relikt. Ty se skládají z ocelových desek, mezi nimiž se nachází vysoce výbušná látka. Tyto ochranné prvky namontované na trupu a věži tanku po zásahu protitankovou střelou explodují. Tento pancíř výrazně degraduje kinetickou energii APFSDS munice a její schopnost proniknout dovnitř tanku. Zadní část věže a boky korby jsou chráněny nainstalovanou mříží. Všechny ochranné prvky namontované na tank zvyšují jeho celkovou hmotnost až o 1 500 kg.
Třetí stupeň ochrany představuje systém protiopatření nazvaný Štora-1. Tento komplet se skládá ze dvou elektro/infračervených rušiček na přední straně věže, čtyř laserových varovných přijímačů a dvou zadýmovacích granátových systémů. Štora-1 varuje posádku při ozáření tanku laserem, ruší poloautomaticky a tepelně naváděné střely, automaticky vystřeluje kouřové granáty pokud zjistí, že byl tank zaměřen. Kouřová clona poskytne maskování před laserovými dálkoměry a optikou zbraňových systémů nepřítele. Štora-1 poskytuje tanku ochranu před většinou současných protitankových systémů s poloautomatickým naváděním (např. TOW, HOT, MILAN, Dragon), ale i před laserem naváděnými raketami (Maverick, Hellfire, Copperhead).

## Služba

### Rusko

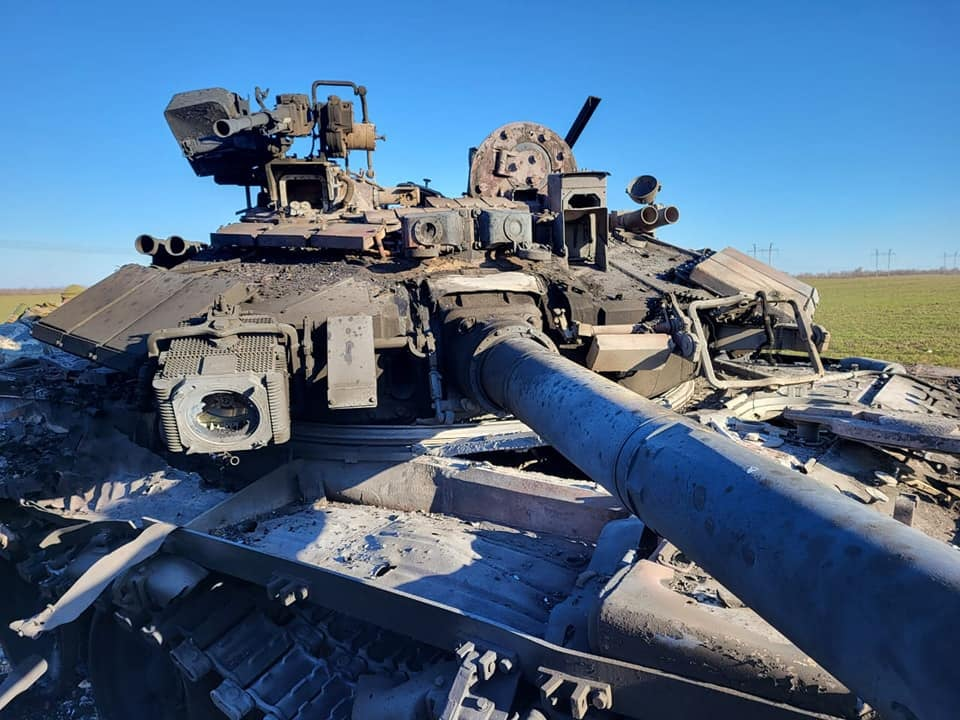
T-90A zničený ukrajinskými vojsky během bojů v Záporožské oblasti na jaře 2022

Svým prvním bojovým křtem si tank T-90 prošel během invaze do Dagestánu v roce 1999.
Ruské T-90 byly v roce 2014 nasazeny ve válce na východní Ukrajině, například v bitvě o Ilovajsk.
Během intervence v Sýrii bylo sedm ruských tanků T-90 v září 2015 zpozorováno na letecké základně jižně od města Latákie. V prosinci 2015 byly zahájeny dodávky několika desítek tanků T-90A, které začala syrská armáda nasazovat do bojů v bitvě o Aleppo. 
Stroje T-90 byly ruskými pozemními silami nasazeny také do útoku na Ukrajinu započatého v únoru 2022.  Rusko nasadilo varianty T-90A/T-90M i T-90S a do června 2025 ztratilo minimálně 193 těchto tanků, z toho 138 verze T-90M. Některé z nasazených strojů se staly společně se stovkami jiných obrněných vozidel válečnou kořistí ukrajinské armády a byly zpětně použity proti ruské armádě.

### Sýrie
Začátkem února 2016 začaly syrské armádní síly používat v boji tanky T-90A. Na internet uniklo video, které ukazuje, jak tank T-90 v Aleppu přežil přímý zásah čelní věže raketou TOW. Reaktivní pancéřování Kontakt-5 před dopadem odpálilo hlavici TOW. Dva tanky T-90 používané syrskou armádou byly ukořistěny milicemi HTS, zatímco třetí bojovníci ISIS ukořistili v listopadu 2017. Jeden tank T-90 ovládaný rebely byl znovu dobyt syrskými vládními silami, zatímco druhý byl údajně zničen v boji tankem T-72. Dalších 5 tanků T-90 používaných syrskou armádou bylo vyřazeno nebo těžce poškozeno a 4 další utrpěly zásahy, uvádí zaznamenaný materiál.

### Ázerbájdžán
Ázerbájdžán použil své tanky T-90S během konfliktu v Náhorním Karabachu v roce 2020. Jeden T-90 byl poškozen a zajat arménskými silami. V počátečních fázích války bylo potvrzeno zničení minimálně dvou tanků.

## Varianty

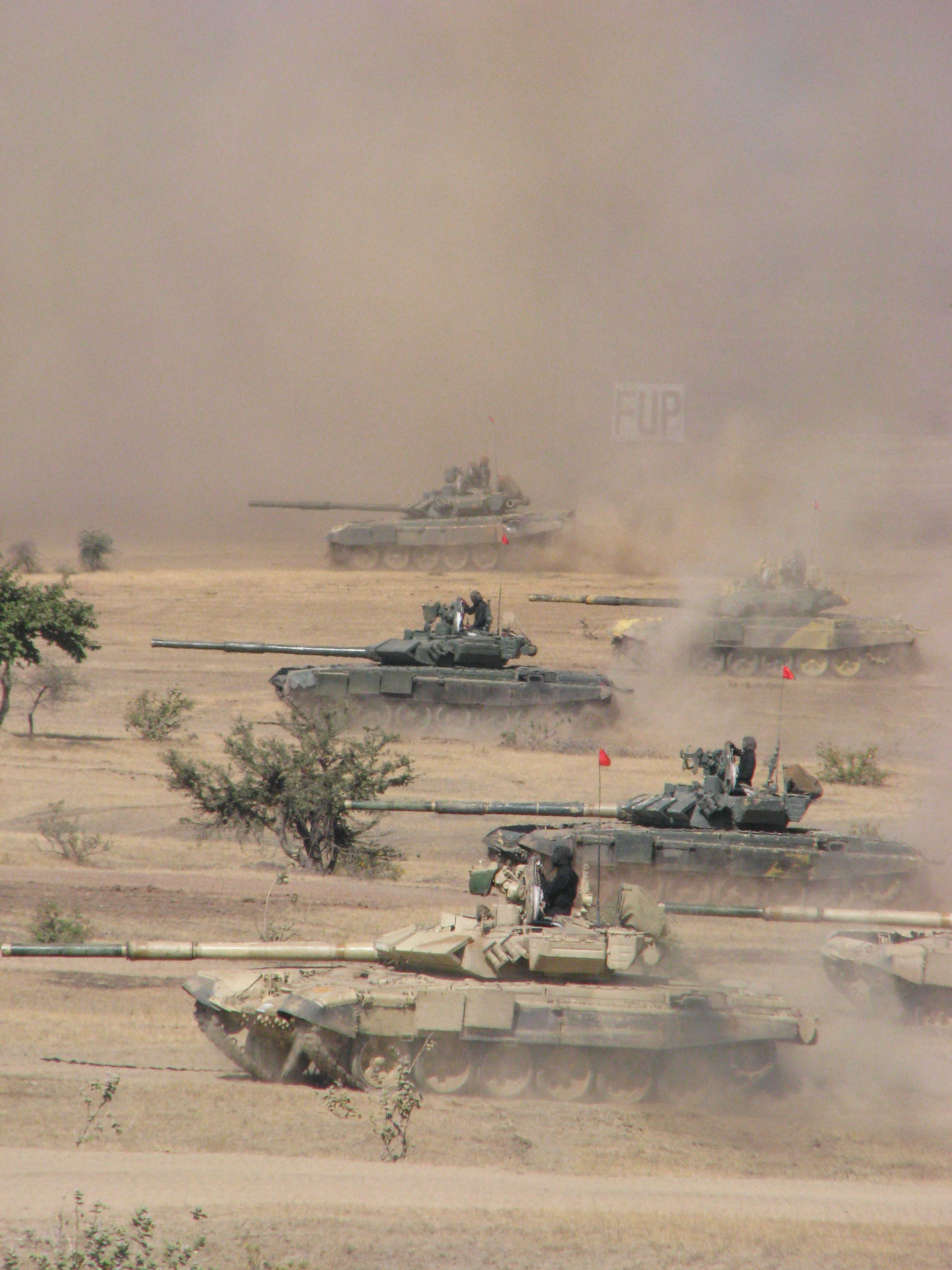
Indické tanky T-90 Bhishma během cvičení v Thárské poušti v Rádžasthánu

- T-90 – počáteční výrobní verze poháněná motorem V-84MS o výkonu 618 kW.
- T-90k – velitelská verze tanku T-90 vybavená přídavným komunikačním a navigačním zařízením.
- T-90E – exportní verze tanku T-90.
- T-90A – ruská armádní verze se svařovanou věží, motorem V-92S2 (735 kW) a termovizí ESSA, někdy také nazývaná T-90 Vladimir.
- T-90AK – velitelská verze tanku T-90A.
- T-90S – exportní verze tanku T-90A.
- T-90SK – velitelská verze tanku T-90S, vybavená přídavným komunikačním a navigačním zařízením.
- T-90S „Bhishma“ – verze T-90S, vyráběná v licenci v Indii. Nemá systém protiopatření Štora-1, ale je poháněn výkonnějším motorem (735 kW).
- T-90AM – modernizace verze T-90A, vybavena novým systémem řízení palby „Kalina“, nabíjecím automatem a novým kanónem 2A46M-5. Reaktivní pancéřování Kontakt-5 je nahrazeno reaktivními výbušnými moduly ochranného systému Relikt. Pohon zajišťuje nový motor o výkonu 831 kW a přibyl také nový navigační systém.
- T-90MS Tagil – modernizovaná exportní verze, poháněná novým motorem o výkonu 831 kW, vybavena novou optikou střelce Sosna-U, navigačním systémem GLONASS a novým reaktivním pancéřováním Relikt.[19]

## Uživatelé

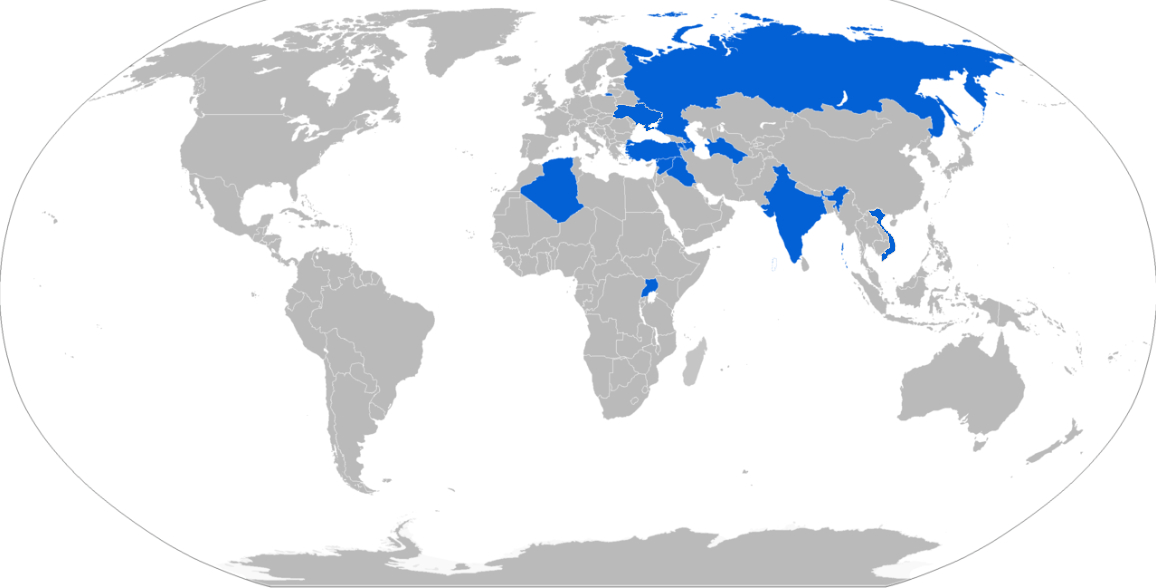
Přehled uživatelů

- Alžírsko – 305 tanků T-90S. V únoru 2015 Alžírsko podepsalo smlouvu na licenční výrobu 200 tanků verze T-90MS.[20]
- Ázerbájdžán – 100 tanků T-90S.
- Indie – 1 250 tanků T-90S/MS.
- Irák – 73 tanků T-90S/SK.[21]
- Rusko – 743 tanků T-90 v roce 2015.
- Spojené státy americké – 1 kus T-90A ukořistěný Ukrajinou během Charkovské protiofenzívy a postoupený USA za účelem testování na Aberdeen Proving Ground.[22]
- Turkmenistán – 40 tanků T-90S.
- Uganda – 100 tanků T-90S.
- Ukrajina – v průběhu bojů v roce 2022 ukořistila nejméně 12 T-90A a 1 T-90M[23] a začátkem října ukrajinské ozbrojené síly oznámily zařazení první jednotky T-90A do služby.[24]
- Vietnam – 64 tanků T-90S.[25]